# Las Granjas, Tabasco
Las Granjas är en ort i Mexiko.   Den ligger i kommunen Huimanguillo och delstaten Tabasco, i den sydöstra delen av landet, 600 km öster om huvudstaden Mexico City. Las Granjas ligger 26 meter över havet och antalet invånare är 191.
Terrängen runt Las Granjas är mycket platt. Runt Las Granjas är det ganska glesbefolkat, med 43 invånare per kvadratkilometer. Närmaste större samhälle är Francisco Rueda, 3,0 km norr om Las Granjas. Trakten runt Las Granjas består till största delen av jordbruksmark.